# 德勒区
德勒区（法語：Arrondissement de Dreux）是法国厄尔-卢瓦省所辖的一个区。总面积1500.5平方公里，总人口128924，人口密度86人/平方公里（2018年）。主要城镇为德勒。

## 辖区
德勒区辖有108个市镇。